# Platonismo
Il platonismo è una corrente filosofica risalente a Platone.

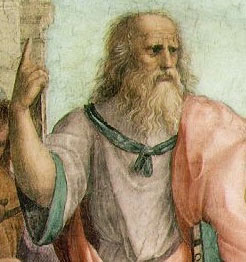
Platone (particolare da La scuola di Atene)

Il filosofo greco affermava l'esistenza di una più alta verità: le Idee, delle forme ideali eterne, immutabili, e incorruttibili, da cui ha origine il mondo sensibile, quale noi lo percepiamo, soggetto al divenire, alla corruzione, e alla morte.
La dottrina platonica veniva insegnata in una scuola fondata nel 387 a.C. dallo stesso Platone, situata in un luogo appena fuori le mura di Atene, chiamata Accademia dal nome dell'eroe di guerra Academo che aveva donato agli ateniesi un terreno che divenne un giardino aperto al pubblico dove Platone faceva filosofia con i suoi discepoli.

## Suddivisione in periodi
Il platonismo è solitamente suddiviso in tre periodi:
- Platonismo antico propriamente detto;
- Medioplatonismo[1], risalente all'età imperiale (I-II secolo d.C.);
- Neoplatonismo, sviluppatosi alla fine del mondo antico, in età ellenistica: più che un periodo del platonismo, è da molti considerato una vera e propria corrente filosofica.

Va precisato ad ogni modo che si tratta di suddivisioni operate dagli studiosi in tempi recenti. 
I neoplatonici ad esempio, pur ampliando e modificando il significato originario della filosofia di Platone, intendevano porsi in linea di continuità con la sua dottrina. 
Si consideravano dei semplici esegeti piuttosto che degli innovatori. Questo perché, come accadde con tutti gli altri pensatori che nel corso dei secoli si richiamarono al filosofo ateniese (si pensi a Plotino, Agostino, Ficino), nella loro fedeltà a Platone essi erano convinti che la verità fosse qualcosa che si "scopriva", non si "inventava", per cui il modo più autentico di far filosofia consisteva nella riflessione su quelle verità eterne (le Idee), che in quanto tali restavano inalterate nel tempo e trascendevano la storia. Merito di Platone era appunto quello di aver scoperto per primo l'universalità e immutabilità della verità. 
Si può dire pertanto che il platonismo è stato inteso ora come un'unica corrente filosofica (nell'ottica dei platonici stessi) rimasta perennemente fedele a se stessa, ora come una forma di interpretazione e rielaborazione di Platone che, pur sempre, prendeva da lui ciò che maggiormente si adattava al passare dei secoli.

## Definizioni
Per le difficoltà sopra accennate, con il termine platonismo oggi si possono designare una diversità di definizioni:
- la prima riguarda evidentemente la dottrina platonica così come viene identificata nella storia della filosofia;

- la seconda quelle teorie e correnti filosofiche che si rifanno alla filosofia platonica inserendola nell'ambiente culturale e storico del tempo, come il platonismo medievale e quello rinascimentale. In questa seconda definizione potrebbe rientrare l'originale dottrina neoplatonica di Plotino;

- la terza, infine, che riguarda la teoria epistemologica e filosofica secondo la quale esiste al di fuori della realtà sensibile un mondo dove trovano consistenza ontologica idee e concetti logici e matematici. Questa è la teoria che si oppone a quella chiamata nominalismo.

## Il platonismo nel mondo antico
Bisogna premettere che lo stesso Platone non esplicitò quale fosse la precisa realtà delle idee se non facendo ricorso al mito. Della teoria delle idee infatti sussistono in base all'analisi delle opere la Repubblica, il Fedone, il Simposio e il Parmenide e anche limitatamente in alcuni dialoghi socratici, un'interpretazione linguistica, secondo cui, data la diversità delle cose designate dallo stesso nome, l'idea non sarebbe altro che la trasposizione ideale di quel nome, oppure, come faceva intendere il mito della caverna, una concezione per cui le idee non sarebbero altro che le pure forme geometriche prive di quella materialità indispensabile a raffigurarle concretamente. 
È quest'ultima l'interpretazione che si afferma con Speusippo e Senocrate nell'Accademia, la scuola fondata da Platone. I due filosofi infatti pensano, secondo una concezione di tipo pitagorico, che le idee siano i numeri che, nell'indistinzione pitagorica di geometria e matematica, venivano rappresentati geometricamente.
Con i successivi discepoli della scuola platonica, Arcesilao e Carneade la dottrina del maestro assume le connotazioni dello scetticismo sino a giungere nel I secolo a quella mescolanza di varie dottrine che è l'eclettismo che si esprime nel cosiddetto platonismo medio.

## Il platonismo nel Medioevo

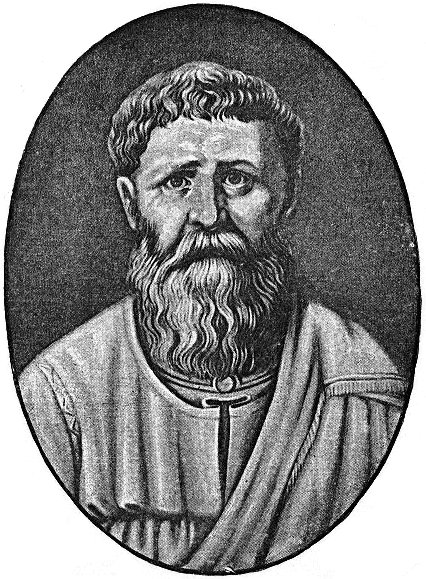
Sant'Agostino

Con la diffusione del Cristianesimo assume particolare importanza la dottrina platonica (nella riformulazione operata da Plotino oggi denominata neo-platonica), che viene adattata dai Padri della Chiesa a costituire il fondamento teorico del pensiero cristiano. Così Sant'Agostino dirà che la filosofia platonica era stata quella che più si avvicinava al Cristianesimo soprattutto per la concezione dell'anima, sostanza spirituale distinta nettamente dal corpo che ne rappresenta la tomba, e per l'oggettiva realtà ideale del Bene oggetto di conoscenza ed insieme supremo principio morale.
Pur fondendo nella sua mente la filosofia platonica con i dogmi rivelati, Agostino apportò alcune modifiche all'originario pensiero platonico, adattandolo alle esigenze della speculazione cristiana: egli rivaluta infatti la dimensione terrena, che era stata frotemente svilita da Platone, e lo stesso accade per la teoria delle idee, che il filosofo cristiano riprende ma trasfigurandole e identificandole con la seconda persona della Trinità: il Verbo. Così per Agostino la conoscenza avviene tramite le idee, che sono diventate i pensieri di Dio, che noi intuiamo non per reminiscenza, come nell'originaria dottrina platonica, ma per illuminazione: è Dio, suprema Verità, che rende intelligibili, illumina, tutte le cose. 
Ancora nel secolo XIII in San Bonaventura permaneva il tema della illuminazione divina sia pure riservandolo ai concetti spirituali. Secondo l'autore cristiano infatti mentre la sensibilità era strumento opportuno per l'anima, che attraverso la realtà empirica giungeva alla formazione dei concetti universali, per la conoscenza dei principi spirituali occorreva l'illuminante grazia divina.
La via dell'illuminazione è dunque quella che porta a cogliere le essenze eterne, e ad alcuni permette persino di accostarsi a Dio misticamente. L'illuminazione guida anche l'azione umana, in quanto solo essa determina la sinderesi, cioè la disposizione pratica al bene. Permane qui, com'è chiaro, il valore conoscitivo e morale del mondo ideale platonico ma il tutto è trasfigurato dall'esigenza religiosa della salita dell'uomo verso Dio.

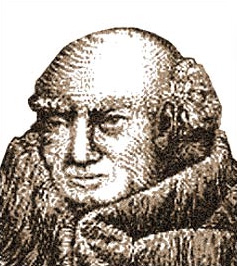
Giovanni Scoto Eriugena

Seguendo l'interpretazione di Dionigi Areopagita, l'irlandese Scoto Eriugena, traduttore in latino del Corpus Dionysianum e autore del Periphyseon (o De divisione naturae), ribadisce la concezione che le idee sussistono nel Verbo ma non coincidono con esso. Le idee infatti sono creature del Padre.
Nella Scuola platonica di Chartres, che si rifà soprattutto a Boezio, si ribadisce la concezione della creazione delle idee dal Padre e, nelle concezioni sull'origine del cosmo (cosmogonie), elaborate dalla stessa scuola, si sostiene, seguendo l'interpretazione di Calcidio del Timeo platonico, che lo Spirito Santo sarebbe quello che Platone chiama Anima del mondo, riprendendo così la tesi di Pietro Abelardo. I filosofi della scuola di Chartres, assimilando lo Spirito Santo all'anima del mondo platonica e identificando l'immanenza di questa nella Natura, si avviavano verso una visione panteistica del creato.
Nel corso del XIII secolo si comincia a perdere l'interesse per la speculazione platonica e, a parte la scuola francescana, gli studi s'indirizzano alla dottrina aristotelica così come era stata interpretata dai filosofi arabi che vi avevano immesso aspetti neoplatonici.

## Il Platonismo rinascimentale

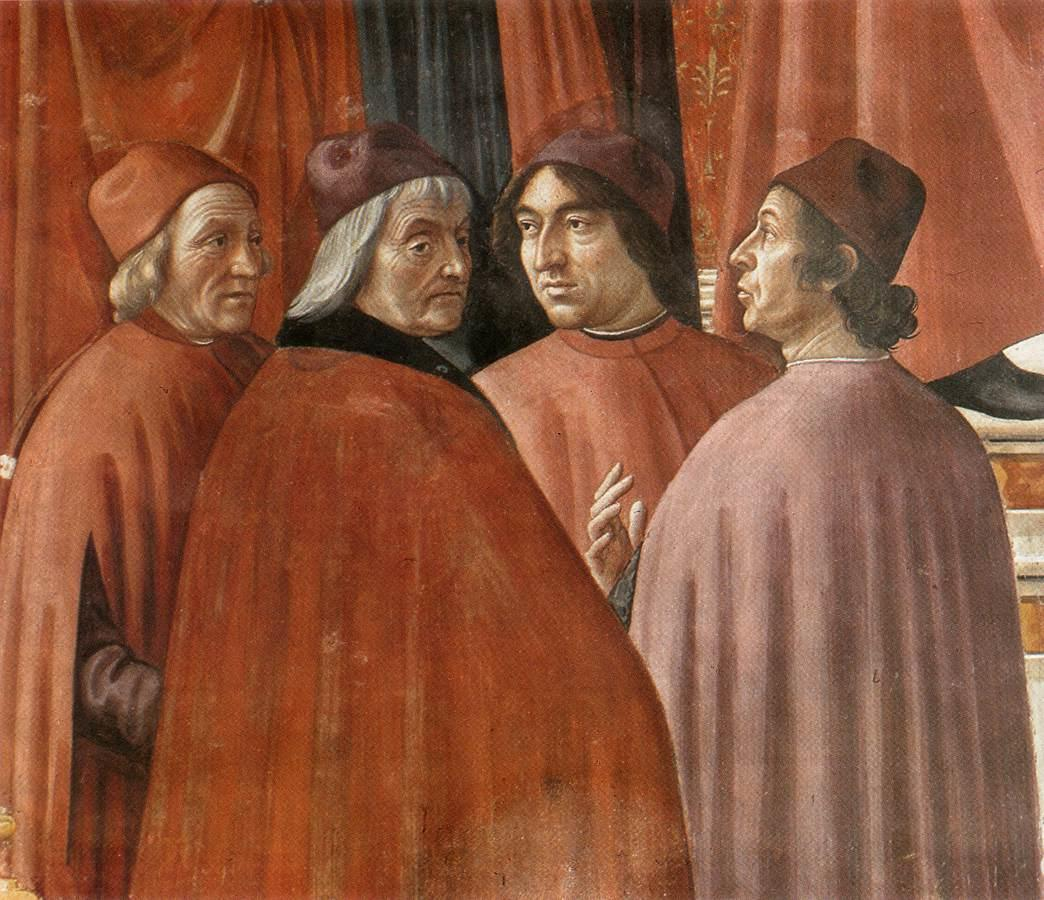
Marsilio Ficino, Cristoforo Landino, Angelo Poliziano e Demetrio Calcondila. Affresco di Domenico Ghirlandaio in Santa Maria Novella (Firenze)

Il platonismo rinasce verso la fine del XIV secolo nell'ambiente umanistico italiano. Vengono istituite cattedre universitarie di greco e la fuga dei dotti bizantini a seguito della conquista ottomana in Italia, permettono con il loro insegnamento del greco di leggere e interpretare i testi platonici in quella lingua quasi del tutto sconosciuta nel medioevo.
Durante la prima metà del XIV secolo l'interesse degli studiosi di Platone è rivolto agli aspetti politici e morali del suo pensiero. È con Marsilio Ficino che Platone comincia ad essere considerato sotto una prospettiva metafisica e religiosa. Ficino, che aveva tradotto in latino tutte le opere attribuite a Platone e anche l'opera di Plotino, scrive la sua Theologia Platonica interpretando Platone in una chiave di lettura che oggi definiamo neoplatonica, anche se lui non faceva distinzione tra platonismo e neoplatonismo. Egli concepisce infatti il platonismo come una filosofia universale, depositaria di una verità che, essendo eterna, è valida in tutte le epoche, non solo al tempo di Platone. Ficino è convinto che ci sia una continuità di pensiero che da Pitagora all'orfismo, passando per Socrate e Platone e Aristotele, giunga senza interruzione al Neoplatonismo e al Cristianesimo. I filosofi successivi a Ficino con interessi religiosi seguiranno questa medesima linea d'interpretazione.

## Il Platonismo moderno
Proprio al platonismo ficiniano si richiameranno pensatori del XVII secolo della scuola di Cambridge come Henry More e Ralph Cudworth che, in polemica con il materialismo di Hobbes, sosterranno l'innatismo delle verità matematiche e dei principi morali. Contro il sistema materialistico e meccanicistico di Hobbes si svilupperà anche il finalismo di derivazione platonica di Leibnitz. 
Con l'affermazione della nuova scienza Galilei, seppure critico del finalismo, riprendeva da Platone l'innatismo e, in polemica con la fisica qualitativa dell'aristotelismo, sosteneva l'interpretazione dei fenomeni naturali in termini quantitativi e matematici («Il gran libro della natura è scritto in caratteri matematici»).
In ogni caso va considerato che il pensiero platonico restava, grazie all'eredità pitagorica che esso portava, il pensiero matematico-geometrico per eccellenza.

## Eclissi e recupero del platonismo
Il platonismo, per l'empirismo e l'illuminismo settecentesco, diviene sinonimo di metafisica e trascendenza, e in quanto tale per lo più rigettato. Kant si mantiene in questa prospettiva, ma anche lui richiama il termine platonico idea per designare gli oggetti della ragione (anima, mondo, Dio). 
Nozioni del platonismo verranno riprese in età romantica dagli idealisti, in particolare da Schelling, come quella di anima del mondo, ed anche la concezione dell'Idea tornerà ad essere centrale nella filosofia hegeliana. Analogamente in Schopenhauer le idee, prima tappa dell'oggettivazione della volontà, sono da considerare forme e modelli universali.
Di orientamento platonista fu poi l'idealismo inglese.
In Italia Julius Evola incorporò elementi della metafisica platonica (o neo-platonica) nella sua visione di una spiritualità pagana romana rinnovata, in opposizione alla modernità e al cristianesimo. Arturo Reghini, esoterista italiano e iniziale collaboratore di Evola, promosse il neoplatonismo come fondamento per il recupero delle antiche tradizioni religiose romane.

## Il platonismo matematico
Sebbene ormai lontano dalla concezione iniziale, il termine platonismo si ripresenta nella concezione realistica degli enti logici e matematici. Nel 1935, Paul Bernays definisce gli oggetti matematici «distaccati da ogni legame con il soggetto riflettente» sembrando riprendere quanto già Platone aveva sostenuto nella Repubblica dove affermava «Che la geometria è la scienza di ciò che sempre è, e non di ciò che in un certo momento si genera e in un altro momento perisce»,
Così Georg Cantor, padre della moderna teoria degli insiemi, sosteneva apertamente che: «l'insieme è qualcosa di simile all'idea platonica». 
Nella prima elaborazione del suo pensiero Russell seguiva il platonismo del suo maestro Frege, il primo propugnatore del logicismo, cioè la prospettiva secondo la quale la matematica, in quanto costituita da proposizioni analitiche, è riducibile alla logica.
Colui che può essere considerato il maggiore sostenitore di una visione platonista della matematica è Kurt Gödel, sostenitore della realtà degli enti matematici: «Ma classi e concetti possono anche essere concepiti come oggetti reali, e precisamente le classi come "pluralità di cose" o come strutture consistenti di una pluralità di cose e i concetti come le proprietà e le relazioni fra cose esistenti indipendentemente dalle nostre definizioni e costruzioni.». Una teoria ardita questa del realismo della matematica dalla quale Gödel però esclude che numeri e funzioni possano considerarsi delle realtà fisiche.

## Il platonismo odierno
Nuovi studi su Platone sono stati inaugurati, a partire dalla seconda metà del Novecento, dalla cosiddetta "Scuola platonica di Tubinga" di Hans Krämer, seguita in Italia dalla "Scuola di Milano" di Giovanni Reale, portatrici di un nuovo paradigma interpretativo di Platone riguardante le sue dottrine «non scritte».

Ad una visione neoplatonica si rifà inoltre lo scienziato inglese Rupert Sheldrake, nel formulare la sua teoria dei campi morfici, in quanto afferma che la forma degli esseri viventi e persino la memoria risiedono in un campo invisibile di idee, dal quale vengono attinti pensieri e comportamenti. Questa concezione infatti si contrappone a quella aristotelica dell'entelechia secondo cui tutto risiede nella materia. 
(Rupert Sheldrake)